# Casa Portuguesa de Aragua Futbol Club
La Casa Portuguesa de Aragua es un club de fútbol venezolano, perteneciente a la institución homónima Casa Portuguesa del estado Aragua, con sede en la ciudad de Maracay, estado Aragua.

## Historia
Un 23 de abril de 1965 fue inscrita en el registro Subalterno del Municipio Girardot, la Casa Portuguesa del Estado Aragua, como una asociación sin fines de lucro. En sus inicios contaba con un área de esparcimiento ubicada en el sector de El Milagro, localidad perteneciente a El Limón, Maracay. Realmente era más que todo una casa familiar que se prestaba para que sus concurrentes y socios se reunieran en sus tiempos libres y realizaran actividades socioculturales y deportivas.
Debido a que el número de socios cada vez era mayor, la institución emprendió sus esfuerzos para crecer, por tal razón, tomaron la iniciativa de trasladarse al sector Las Delicias, donde, en un espacio más amplio, se dio continuidad a la divulgación de las actividades deportivas y culturales. 
Desde los inicios del club, el Fútbol fue la actividad deportiva más practicada por todos los socios, debido a sus raíces portuguesas, Con más de 30 años como equipo amateur, debutó en La Segunda División B de Venezuela en 2010, con una iniciativa del presidente del club y un grupo de entusiastas del fútbol.

## Categorías menores
El club cuenta con categorías menores que van de la sub-6 a la sub-20, siendo la sub-18 y sub-20 las únicas categorías del club que participan en la Series Nacionales de la Federación Venezolana de Fútbol. El club también cuenta con las Categorías Primera, Master, Super Master y Veteranos.
- Sub-6
- Sub-8
- Sub-10
- Sub-12
- Sub-14
- Sub-16
- Sub-18
- Sub-20

## Colores del Club
Desde siempre sus colores han sido rojo y verde, colores de la bandera Portuguesa.

## Enlaces
http://www.casaportuguesamaracay.com Archivado el 3 de mayo de 2013 en Wayback Machine.
| Equipación Local | Equipación Visitante |
| ---------------- | -------------------- |
| Rojo-Verde       | Verde-Blanco         |

- Datos: Q5479156